# Chlaenius solitarius
Chlaenius solitarius är en skalbaggsart som beskrevs av Thomas Say. Chlaenius solitarius ingår i släktet Chlaenius och familjen jordlöpare. Inga underarter finns listade i Catalogue of Life.